# Stojan Puhalj
Stojan Puhalj (1962) è un allenatore di sci alpino, dirigente sportivo ed ex sciatore alpino sloveno che gareggiò per la nazionale jugoslava.

## Biografia
Puhalj vinse il titolo nazionale nella combinata nel 1983; non prese parte a rassegne olimpiche o iridate e non ottenne risultati di rilievo in Coppa del Mondo. Dopo il ritiro è divenuto allenatore di sci alpino, ricoprendo tra l'altro l'incarico di allenatore capo della nazionale bulgara dal 2009 al 2012, dirigente sportivo, membro del consiglio direttivo della Federazione sciistica della Slovenia, e docente universitario presso l'Università di Maribor.

## Palmarès

### Campionati jugoslavi
- 1 oro (combinata nel 1983)[1]